# Mannophryne venezuelensis
Mannophryne venezuelensis är en groddjursart som beskrevs av Manzanilla, Jowers, La Marca och Mario García-París 2007. Mannophryne venezuelensis ingår i släktet Mannophryne och familjen Aromobatidae. IUCN kategoriserar arten globalt som nära hotad. Inga underarter finns listade i Catalogue of Life.